# Sekretarz Generalny Komunistycznej Partii Chin
Sekretarz generalny Komunistycznej Partii Chin – przywódca Komunistycznej Partii Chin (KPCh), jedynej partii rządzącej w Chińskiej Republice Ludowej (ChRL). Od 1989 r. naczelnym przywódcą ChRL jest sekretarz generalny Komunistycznej Partii Chin.
Stanowisko sekretarza generalnego Komitetu Centralnego zostało ustanowione na IV Krajowym Zjeździe Partii w 1925 r., kiedy Chen Duxiu, jeden z założycieli KPCh, został wybrany na pierwszego sekretarza generalnego. Po VII Zjeździe Narodowym stanowisko to zostało zastąpione przez przewodniczącego Komitetu Centralnego, który piastował Mao Zedong aż do swojej śmierci. Stanowisko to zostało przywrócone na XII Zjeździe Narodowym w 1982 roku i zastąpiło przewodniczącego partii jako najwyższe stanowisko kierownicze w Komunistycznej Partii Chin. Hu Yaobang został pierwszym sekretarzem generalnym. Od lat 1990. osobą sprawującą to stanowisko, z wyjątkiem okresów przejściowych, jest przewodniczący Chin, co czyni go głową państwa, przewodniczącym Centralnej Komisji Wojskowej i naczelnym dowódcą Chińskiej Armii Ludowo-Wyzwoleńczej.

## Uprawnienia i pozycja
Uprawnienia i role sekretarza generalnego nie są wyraźnie określone, nie ma ograniczeń kadencji ani pisemnych zasad wyboru następcy. Ponieważ jednak Chiny są państwem jednopartyjnym, sekretarz generalny sprawuje ostateczną władzę i autorytet nad państwem i rządem i jest zwykle uważany za najważniejszego przywódcę Chin.
Zgodnie z Konstytucją Komunistycznej Partii Chin sekretarz generalny pełni funkcję członka z urzędu Komitetu Stałego Biura Politycznego . Zgodnie z regulaminem KPCh, sekretarz generalny jest odpowiedzialny za zwoływanie posiedzeń Biura Politycznego i Komitetu Stałego Biura Politycznego. Sekretarz generalny przewodniczy również pracom Sekretariatu. Sekretarz generalny ustala także tematy posiedzeń Komitetu Centralnego, Biura Politycznego i Stałych Komitetów Biura Politycznego.
Według doniesień mediów w Hongkongu, zgodnie z zasadami Komitetu Centralnego, status sekretarza generalnego jest wyższy niż status innych członków Komitetu Stałego Biura Politycznego i przysługuje mu szereg specjalnych przywilejów, które podkreślają najwyższy status tego stanowiska. Długość reportaży nie jest ograniczona, może organizować transmisje telewizyjne na żywo, nadawać zsynchronizowane materiały audio, a liczba towarzyszących reporterów nie jest ograniczona w przypadku sekretarza generalnego. Sekretarz generalny może skorzystać ze specjalnego samolotu podczas podróży zagranicznych, a sprawozdania z wizyt zagranicznych mogą być opatrzone notatkami, artykułami i streszczeniami, bez ograniczeń co do liczby słów.